# 96 Aquarii
96 Aquarii, som är stjärnans Flamsteed-beteckning, är en multipelstjärna belägen i den norra delen av stjärnbilden Vattumannen. Den har en kombinerad skenbar magnitud på 5,56 och är svagt synlig för blotta ögat där ljusföroreningar ej förekommer. Baserat på parallaxmätning inom Hipparcosuppdraget på ca 29,3 mas, beräknas den befinna sig på ett avstånd på ca 111 ljusår (ca 34 parsek) från solen. Den rör sig närmare solen med en heliocentrisk radialhastighet på ca –7,2 km/s.

## Egenskaper
Primärstjärnan 96 Aquarii A är en gul till vit stjärna, som har en massa som är ca 1,3 gånger större än solens massa, en radie som är ca 1,8 gånger större än solens och utsänder från dess fotosfär ca 5,8 gånger mera energi än solen vid en effektiv temperatur av ca 6 800 K.
De synliga komponenterna, 96 Aquarii A och 96 Aquarii B, har en vinkelseparation på 9,8 bågsekunder och en gemensam egenrörelse. Deras antagna omloppsperiod uppskattas till 4 400 år. 96 Aquarii A identifierades först som en enkelsidig spektroskopisk dubbelstjärna av Adams et al. (1924) vid Mount Wilson Observatory. Den har en omloppsperiod på 21,2 dygn med en excentricitet av 0,60. Aab-paret har en vinkelseparation på 6 mas och en kombinerad spektralklass av F4 V Fe-0,4, som en stjärna i huvudserien med ett svagt överskott av järn. 96 Aquarii B av magnitud 10,92 är likaledes en enkelsidig spektroskopisk dubbelstjärna, med en omloppsperiod på 659,9 dygn och en excentricitet av 0,70. Separationen av Bab är 45 mas, och deras spektrum anger en röd dvärg av spektralklass M3 V.